# Francisco Sánchez Puente
Francisco Sánchez Puente (Gijón, Asturias, España, 2 de agosto de 1926-ib., 21 de julio de 1999) fue un futbolista español que jugaba como delantero. El principal equipo a lo largo de su carrera deportiva fue el Real Gijón de su ciudad natal con el que disputó en 14 temporadas un total de 299 encuentros y anotó un total de 62 goles.

## Trayectoria
Empezó a jugar en diferentes equipos gijoneses no profesionales como el Pumariense, Pinzales, Porceyo, Vega, Hércules, hasta llegar al Hispania que por aquel entonces era el filial del Real Gijón. Pronto pasó al primer equipo, con el que debutó en 1945, en la que fue la segunda campaña de la historia del club en Primera División.
Se mantuvo en el primer equipo rojiblanco desde 1945 hasta que en 1959 fichó por la U. D. Salamanca, que en ese momento militaba en Tercera División y con la que logró un ascenso a Segunda. Al final de la temporada 1959-60 se retiró de la práctica del fútbol.

## Clubes
| Club            | País   | Año       |
| --------------- | ------ | --------- |
| Real Gijón      | España | 1945-1959 |
| U. D. Salamanca | España | 1959-1960 |